# Kártevők (Született feleségek)
A Kártevők (If There's Anything I Can't Stand) a Született feleségek (Desperate Housewives) című amerikai filmsorozat hetvennegyedik epizódja. Az Amerikai Egyesült Államokban először az ABC (American Broadcasting Company) adó sugározta 2007. október 21-én.

## Mellékszereplők
- Ellen Geer – Lillian Simms
- Kevin Rahm – Lee McDermott
- Tuc Watkins – Bob Hunter
- Shirley Knight – Phyllis Van De Kamp
- John Slattery – Victor Lang
- Allen Williams – Dr. Claude Kyl
- Cecelia Antoinette – Eladó
- Sean Blodget – Szállító
- James Below – Pincér

## Mary Alice epizódzáró monológja
- A narrátor, Mary Alice monológja az epizód végén így hangzik (a magyar változat alapján):

"Kártevők. Előfordulnak mindenféle alakban és méretben és a legkülönbözőbb módokon keserítik meg az életünket. Kezdetben pusztán bosszantóak és mi minden igyekezetünkkel azon vagyunk, hogy tudomást se vegyünk róluk. Ám ha nem vesszük őket komolyan, igen veszélyessé válhatnak. 
Egyesek számára a halál tűnik a legkönnyebb megoldásnak. De a kártevőkkel az a gond, hogy amit maguk mögött hagynak, épp olyan veszedelmes."

## Epizódcímek szerte a világban
- Angol: If There's Anything I Can't Stand (Ha valamit ki nem állhatok…)
- Német: Plagen (Kártevők)
- Olasz: Se c'è qualcosa che non sopporto (Ha valamit ki nem állhatok…)
- Lengyel: Jeśli jest coś czego nie mogę tolerować (Ha valamit ki nem állhatok…)